# Fernando Ledesma (futbolista)
Fernando Jesús Ledesma (* Monte Buey, Argentina, 3 de enero de 1992) es un futbolista argentino que juega como defensa en Unión La Calera de la Primera División de Chile.Se inició en las divisiones inferiores Newell's Old Boys de Rosario.

## Clubes
| Club              | País      | Año         |
| ----------------- | --------- | ----------- |
| Newell's Old Boys | Argentina | 2010 - 2011 |
| San Luis          | Chile     | 2012        |
| Unión La Calera   | Chile     | 2013        |
| A.D.I.U.R.        | Argentina | 2017-Act.   |